# Kopt irodalom

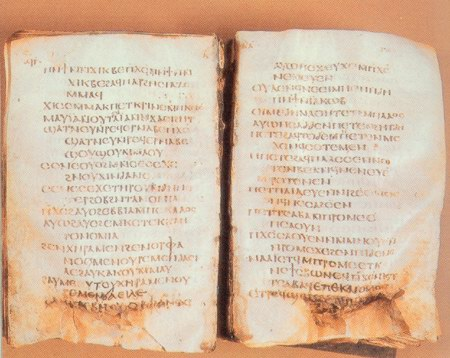
Kopt nyelvű zsoltároskönyv, melyet 1984-ben Al-Mudil közelében – egy temetőben – fedeztek fel

Kopt irodalom alatt értik a Kr. u. II. századtól a XVII. századig – a kopt nyelv kihalásáig – művelt, Egyiptomban megjelenő, kopt írást és kopt nyelvet használó irodalmat.

## Története
A kereszténység elterjedése – a Mediterrán térség más területeihez hasonlóan – Egyiptomban is átalakította a kultúra képét. Fokozatosan eltűntek a régi egyiptomi írásrendszerek, helyüket a görög ábécé betűit használó kopt írás lépett. Megjegyzendő ugyanakkor, hogy kopt nyelv viszont az egyiptomi nyelv közvetlen leszármazottja.
A kopt irodalmi nyelv a Biblia-fordítások révén jött létre. Több apokrif irat, illetve számos gnosztikus mű pedig egyenesen csak kopt nyelven maradt fenn a ókereszténység korából (Tamás evangéliuma, Pisztisz Szophia, Nag Hammádi könyvtár iratai). Jelentős ókori kopt író Szent Senute, a Fehér Kolostor apátja.
A kopt irodalom túlnyomórészt vallásos irodalomnak tekinthető, de található benne néhány világi alkotás is:
- a Kambüszész-regény lehetséges, hogy egy korábbi démotikus regény átdolgozása;[1]
- a Sándor-regény egyes részleteiről kopt fordítás készült;[1]
- létezett kopt világi költészet is, így a későbbi századokban keletkezett Theodosziosz és Dionüsziosz története. Egy kopt költemény beszámol I. Konstantin római császár kereszténységre téréséről; az Arkhellidész története pedig egy bizánci legenda feldolgozása.[1]

Ugyancsak a kopt irodalomhoz sorolnak olyan műveket is, amelyek nem koptul maradtak fenn (hanem általában görögül, arabul), ámde amelyek esetében történelmi adatok igazolják vagy valószínűsítik (például a szerző görög nyelven nem tudása) azt, hogy az írás kopt nyelven született. Ilyen típus alá esnek a szerzetesi írások, elsősorban levelek (Remete Szent Antal, Szent Pakhomiosz, Szent Horszisziosz, Szent Senute levelei) és Pakhómiosz regulájának töredékei, az alexandriai pátriárkák (Péter, Atanáz, Timóteus, Theofil, Cirill, Theodóz) írásai. (Az utóbbiak esetében erősen kérdéses, hogy eredetileg koptul születtek-e.)
A kopt irodalom egyik igen késői alkotása a Triadon című, XIII. vagy XIV. századi vallásos költemény, mivel a VII. századi arab hódítás óta lassan-lassan a kopt nyelv kiszorult Egyiptomból. Alsó-Egyiptomban már a X. században kihalt, Felső-Egyiptomban még a XVII. századig használták, amikor onnan is kipusztult. Napjainkban tehát a kopt nyelv holt nyelv, és csakis mint egyházi nyelv szerepel.

## Kopt irodalom magyar nyelven
- Istenek, szentek, démonok Egyiptomban (szerk. Ulrich Luft), Kairosz Kiadó, Budapest, 2003, ISBN 9639484768, 428 p (Szent Senute és Oszlopos Szent Dániel apát életrajzával)
- Egyiptomi Szent Mária és Remete Szent Onúfriosz (ford. Krasznai Judit és Tóth Péter), Terebint, Budapest, 1998, ISBN 963-036-554-5, 64 p [A 2 szent életírása.]
- Hubai Péter (szerk.): A megváltó a keresztről (Kopt apokrifek Núbiából), Szent István Társulat, Budapest, 2006, ISBN 963 361 872 X, 301 p
- Matta el Maszkin: Isten megtapasztalása az imában, Szent Jeromos Katolikus Bibliatársulat, Budapest, 2016, 372 p
- Matta El Meszkin: Tanácsok az imádsághoz (Görögkatolikus Szemle füzetek 1., ford. Kocsis Fülöp),  Hajdúdorogi Püspöki Hivatal, Nyíregyháza, 2009, 36 p

## Külső hivatkozások
- Hasznos Andrea:  Kopt nyelv és irodalom. okorportal.hu (2005)  (Hozzáférés: 2015. szeptember 13.)
- Tóth Péter:  Koraközépkori hagiográfia és a kopt irodalom: Egy kopt osztrákon szövegének irodalomtörténeti elemzése. edit.elte.hu. ELTE Digital Institutional Repository (2005)  (Hozzáférés: 2015. szeptember 13.)